# Eriocaulon brevipedunculatum
Eriocaulon brevipedunculatum är en gräsväxtart som beskrevs av Elmer Drew Merrill. Eriocaulon brevipedunculatum ingår i släktet Eriocaulon och familjen Eriocaulaceae.

## Underarter
Arten delas in i följande underarter:
- E. b. brevipedunculatum
- E. b. longipes